# Königreich Polen

Wappenbanner des Königreichs Polen (10. bis 14. Jahrhundert)

Als Königreich Polen (polnisch Królestwo Polskie, lateinisch Regnum Poloniae) wird in der Geschichte Polens einerseits der souveräne polnische Staat von 1000 bis 1795 sowie anderseits das durch eine Personalunion mit dem Russischen Kaiserreich verbundene „Kongresspolen“ von 1815 bis 1916 bezeichnet. Die deutschen und österreichischen Besatzer errichteten in den von ihnen während des Ersten Weltkrieges besetzten Teilen Kongresspolens wiederum von 1916 bis 1918 das Regentschaftskönigreich Polen.
Als Entstehungsmoment des Königreiches Polen gilt entweder die Standeserhebung des polnischen Herzogs Bolesław I. zum „Bruder und Helfer des Römischen Reichs“ durch Kaiser Otto III. im Jahr 1000 oder die Selbstkrönung Bolesławs I. im Jahr 1025 zum König von Polen kurz vor seinem Tod. Das später erweiterte Polnisch-Litauische Reich endete 1795 mit der von Russland, Österreich und Preußen erzwungenen Dritten Teilung Polens und der Abdankung König Stanisław August Poniatowskis.

## Erbmonarchie

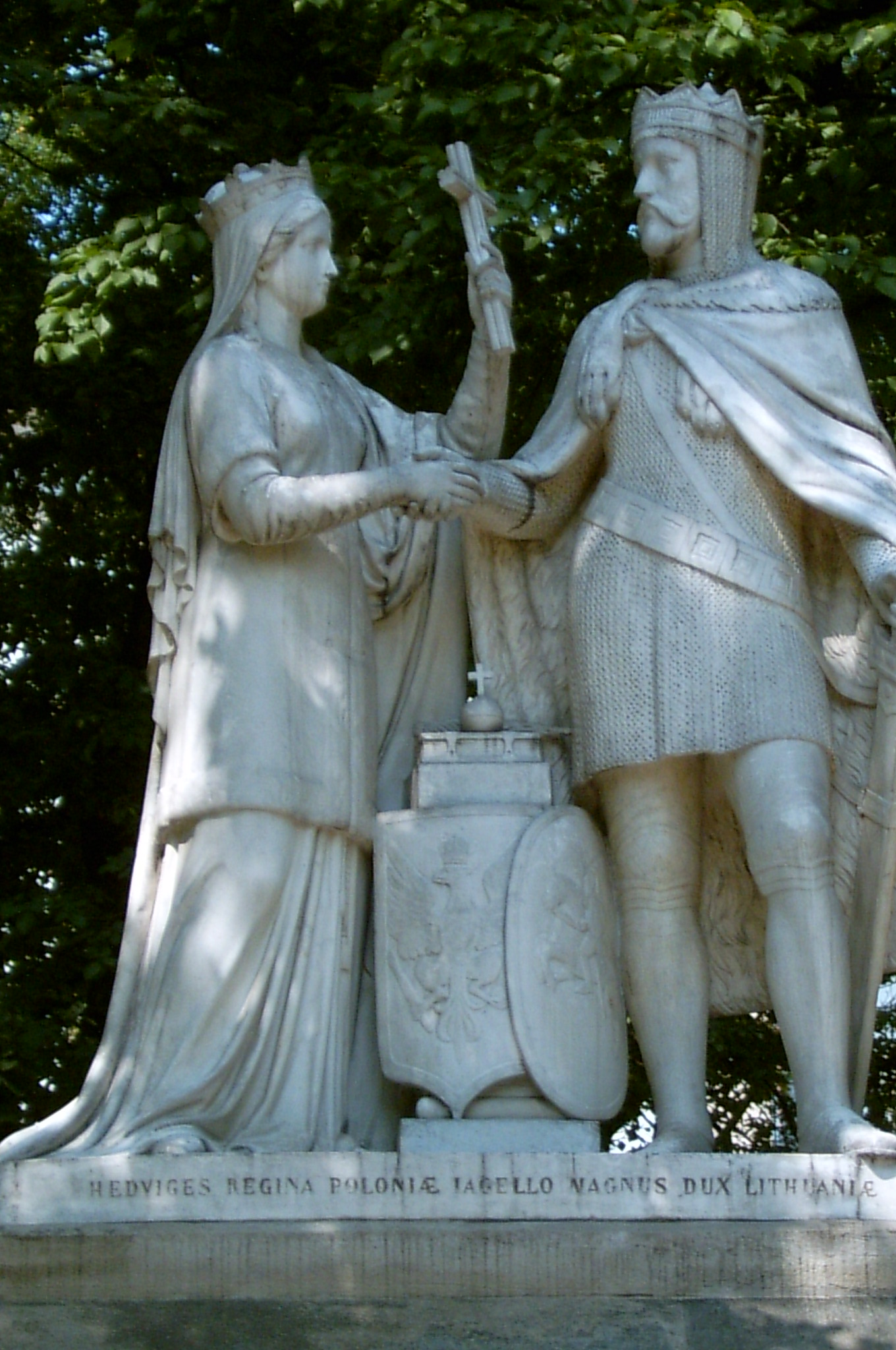
Das Denkmal zum 400-jährigen Jubiläum der Union von Krewo in Krakau zeigt Königin Hedwig und Großfürst Jogaila, der nach seiner Taufe und Krönung das litauische Kernland christianisieren ließ.

Nach der Zersplitterung des Königreichs in einzelne Herzogtümer durch den Tod von Boleslaw III. Schiefmund (1138) kam es erst 1295 mit Przemysł II. wieder zur Krönung eines Königs. Allerdings entwickelte sich auf dem Hintergrund des Konzepts einer Corona Regni Poloniae bald schon ein Dualismus von König und Ständen insbesondere der polnischen Aristokratie.
Eine wichtige Zäsur war die 1386 eingegangene Union von Krewo, eine Allianz mit dem Großfürstentum Litauen, in deren Folge der litauische Großfürst Jogaila als Władysław II. Jagiełło den polnischen Thron bestieg und damit die Dynastie der Jagiellonen in Polen-Litauen begründete.
Das Königreich Polen wurde in den Jahren 1000 bis 1572 von folgenden Dynastien regiert, die den Anspruch erhoben, Herrscher (Könige) von Polen zu sein:
- 1000–1370: Piasten
  - 1300–1305 unterbrochen von der Herrschaft der Przemysliden[4]
- 1370–1386/1399: Capet-Anjou[5]
- 1386–1572: Jagiellonen

## Wahlmonarchie

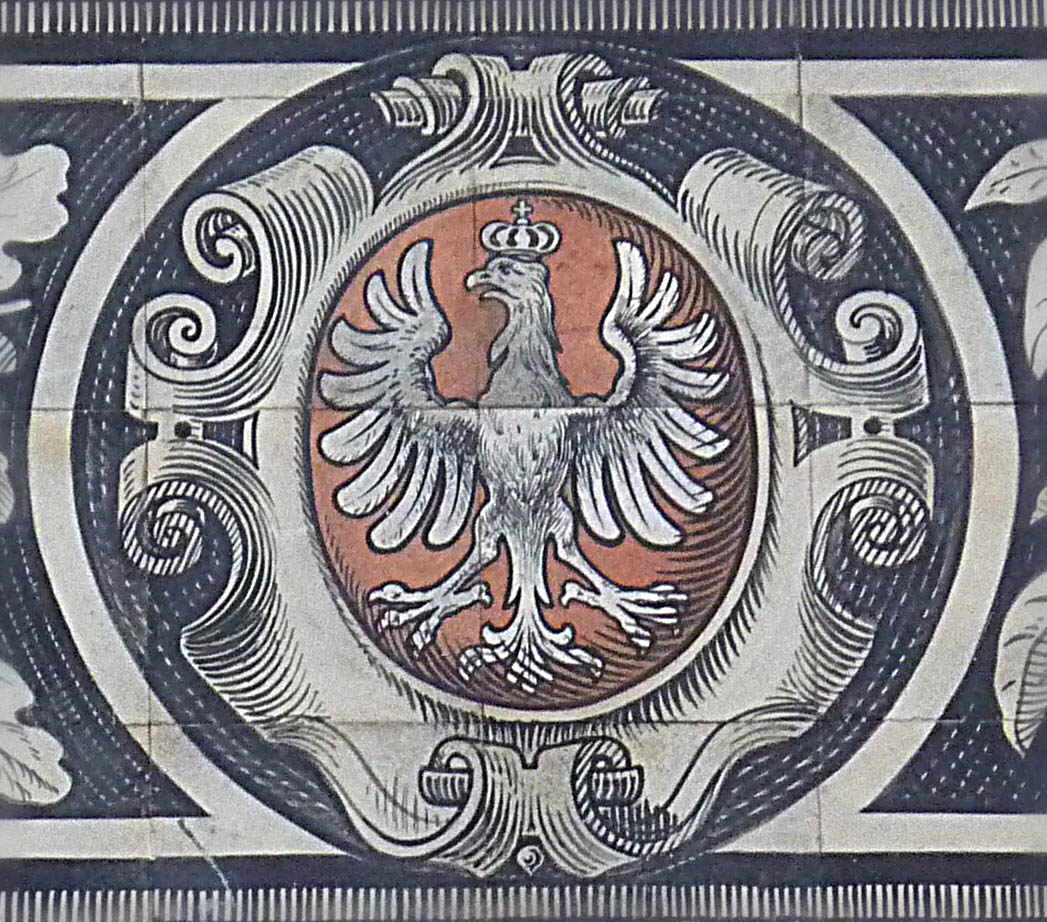
Wappen des Königreichs Polen vom Fürstenzug in Dresden

Nach der Lubliner Union (1569) wurde die Personalunion zwischen dem Königreich Polen und dem Großfürstentum Litauen in eine Realunion umgewandelt. Die Aristokratie beider Staaten, die Szlachta, setzte nach dem Aussterben der Jagiellonen im Mannesstamm (1572) das Recht der Freien Wahl des Königs und Großfürsten durch. Seither stand an der Spitze des Staates, der sogenannten I. Rzeczpospolita, auf Lebenszeit ein Wahlkönig bzw. Wahlgroßfürst in Realunion. 
Die nun eingesetzten Könige entstammten folgenden Familien: 
- Capet-Valois (1573–1574)
- Báthory (1574–1586)
- Wasa (1587–1668)
- Wiśniowiecki (1669–1673)
- Sobieski (1674–1696)
- Wettin (1697–1763)
- Leszczyński (1704–1709/1733–1736)[6]
- Poniatowski (1764–1795).

Der föderale Doppelstaat, auch Polen-Litauen genannt, wurde 1791 mit der Mai-Verfassung aufgehoben. Mit deren Inkrafttreten verschmolzen beide Reichsteile zu einem Einheitsstaat, der Rzeczpospolita Polen, die 1795 nach dem gescheiterten Kościuszko-Aufstand mit der dritten Teilung Polens unterging.

## Kongresspolen
Nach dem Untergang der kurzlebigen Rzeczpospolita 1795 fielen die Länder der polnisch-litauischen Krone an Russland, Österreich und Preußen. Nach dem Wiener Kongress (1815) wurde auf dem Gebiet des von Napoleon 1807 errichteten Herzogtums Warschau (ohne Posen und Krakau) Kongresspolen gegründet, ein formell unabhängiges Königreich auf der Basis einer konstitutionellen Monarchie, das in Personalunion mit dem Russischen Kaiserreich verbunden sein sollte. Doch die Vereinbarungen wurden Russland konsequent missachtet und die vereinbarten Souveränitätsrechte nicht vollständig gewährt. Nach dem gescheiterten Novemberaufstand (1830–1831) wurde die bestehende polnische Verwaltung und Autonomie unter Bruch der Wiener Kongressakte 1832 durch das „Organische Statut“ liquidiert und das Gebiet Kongresspolens in den folgenden Jahrzehnten sukzessive als Provinz „Weichselland“ dem Russischen Reich administrativ einverleibt.

## Regentschaftskönigreich Polen
Im Verlauf des Ersten Weltkrieges proklamierten die Mittelmächte 1916 das „Polnische Königreich“ („Królestwo Polskie“). Dies war aber eher eine gegen Russland gerichtete Maßnahme als eine Anerkennung des Rechts der Polen auf Eigenstaatlichkeit. Dieses Königreich existierte formell bis 1918. Zur Unterstreichung der Staatlichkeit wurden auch Münzen ausgegeben.

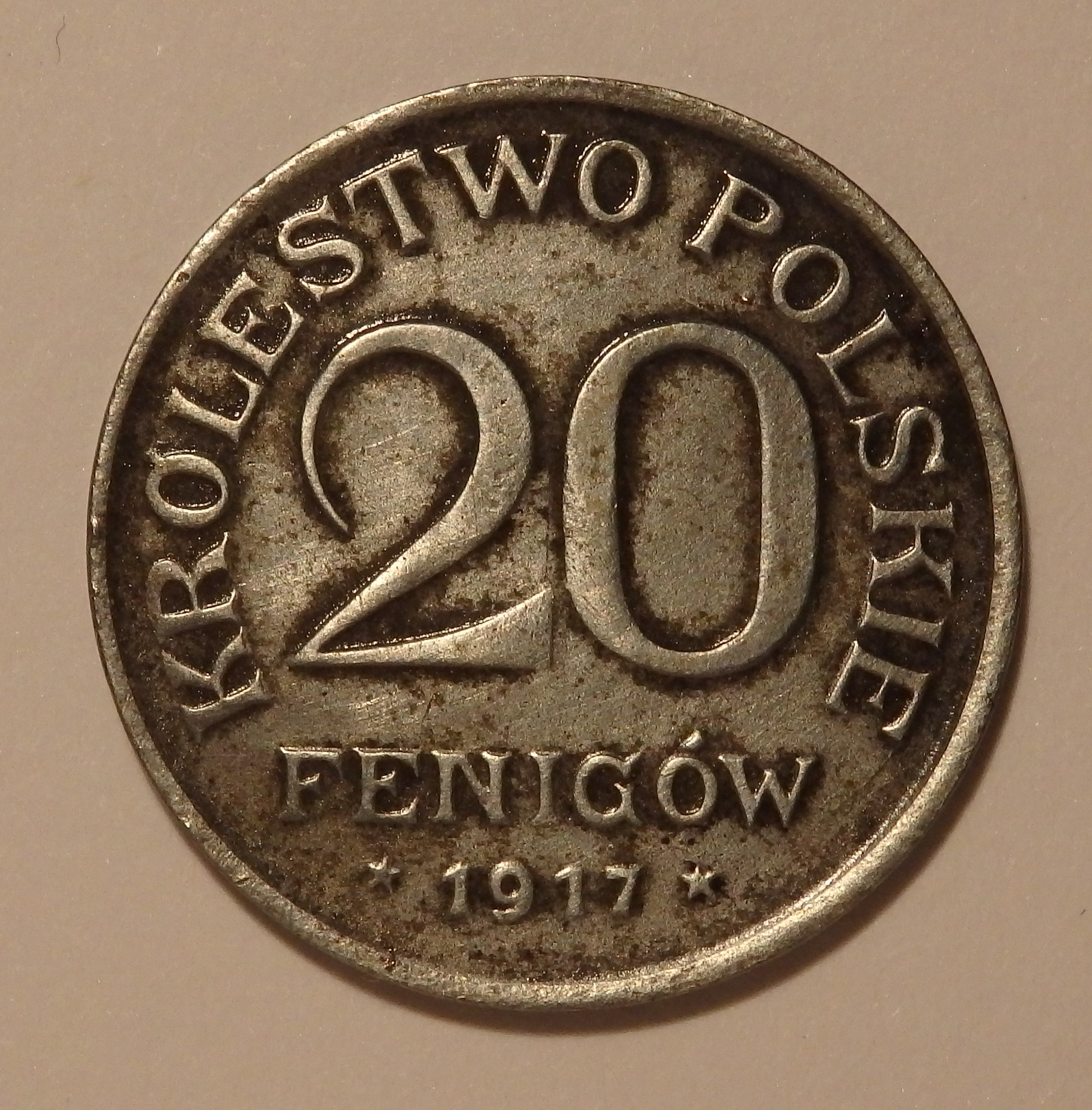
20 fenigów (Pfennig) Münze von 1917 Wertseite
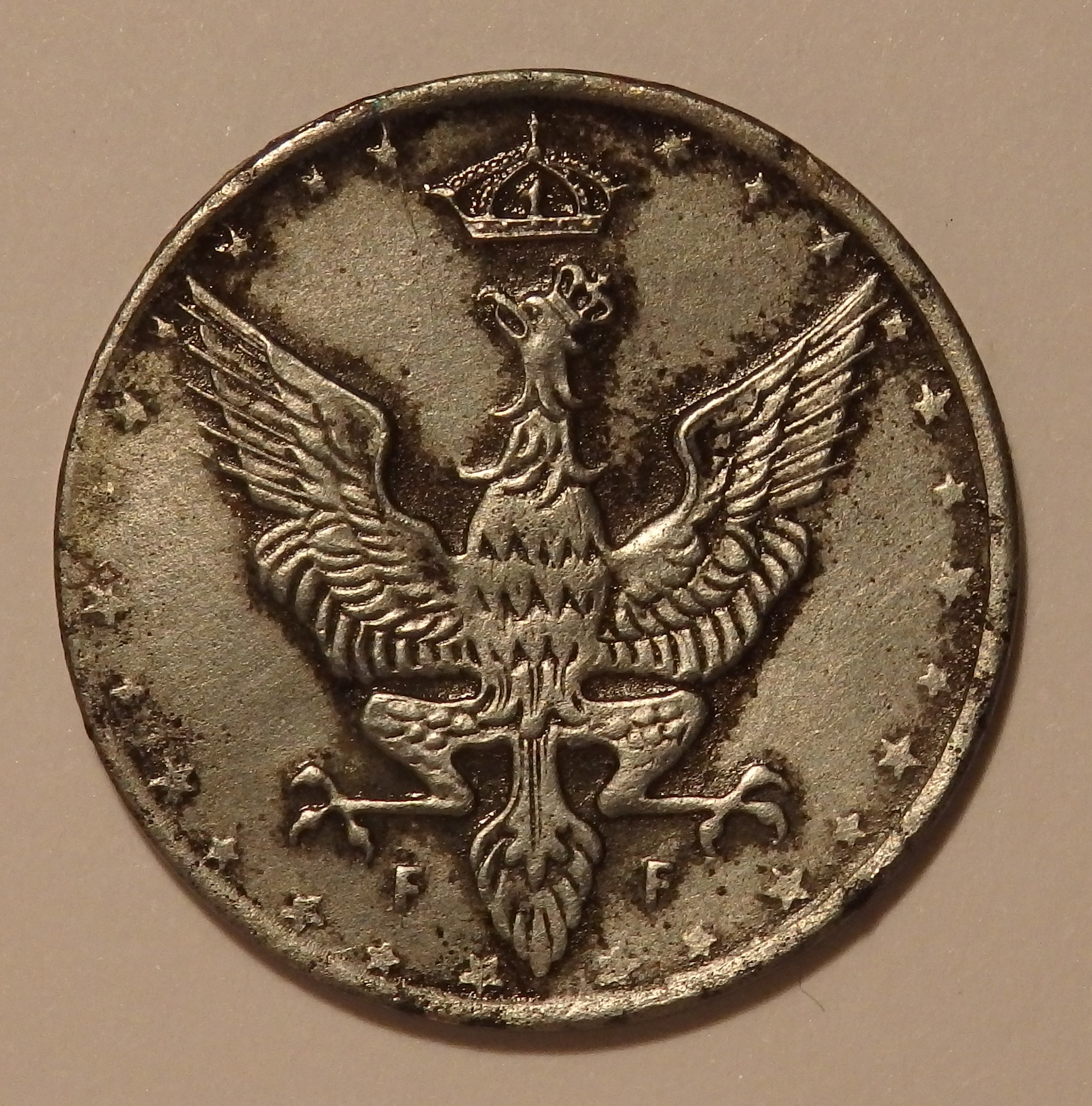
20 fenigów (Pfennig) Münze von 1917, Bildseite

## Könige

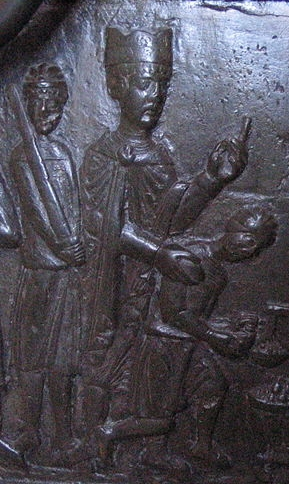
Der erste König von Polen: Bolesław Chrobry. Im Jahre 1000 durch Kaiser Otto III. zum König von Polen erhoben (König Bolesław abgebildet mit Königskrone auf der Gnesener Bronzetür, 12. Jahrhundert).
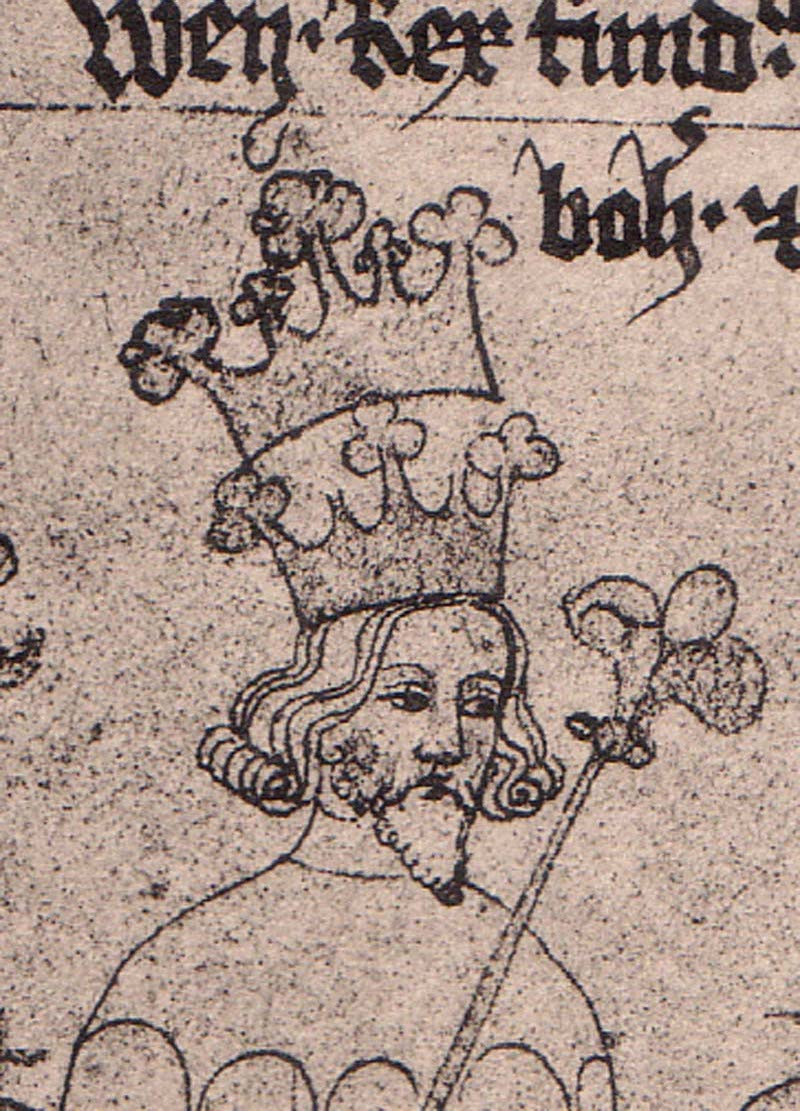
Wenzel, König von Böhmen und Polen, leitete ab den 1290ern die kurze böhmische Episode in Polen ein (König Wenzel abgebildet mit böhmischer und polnischer Krone im Chronicon Aulae Regiae 14. Jahrhundert).
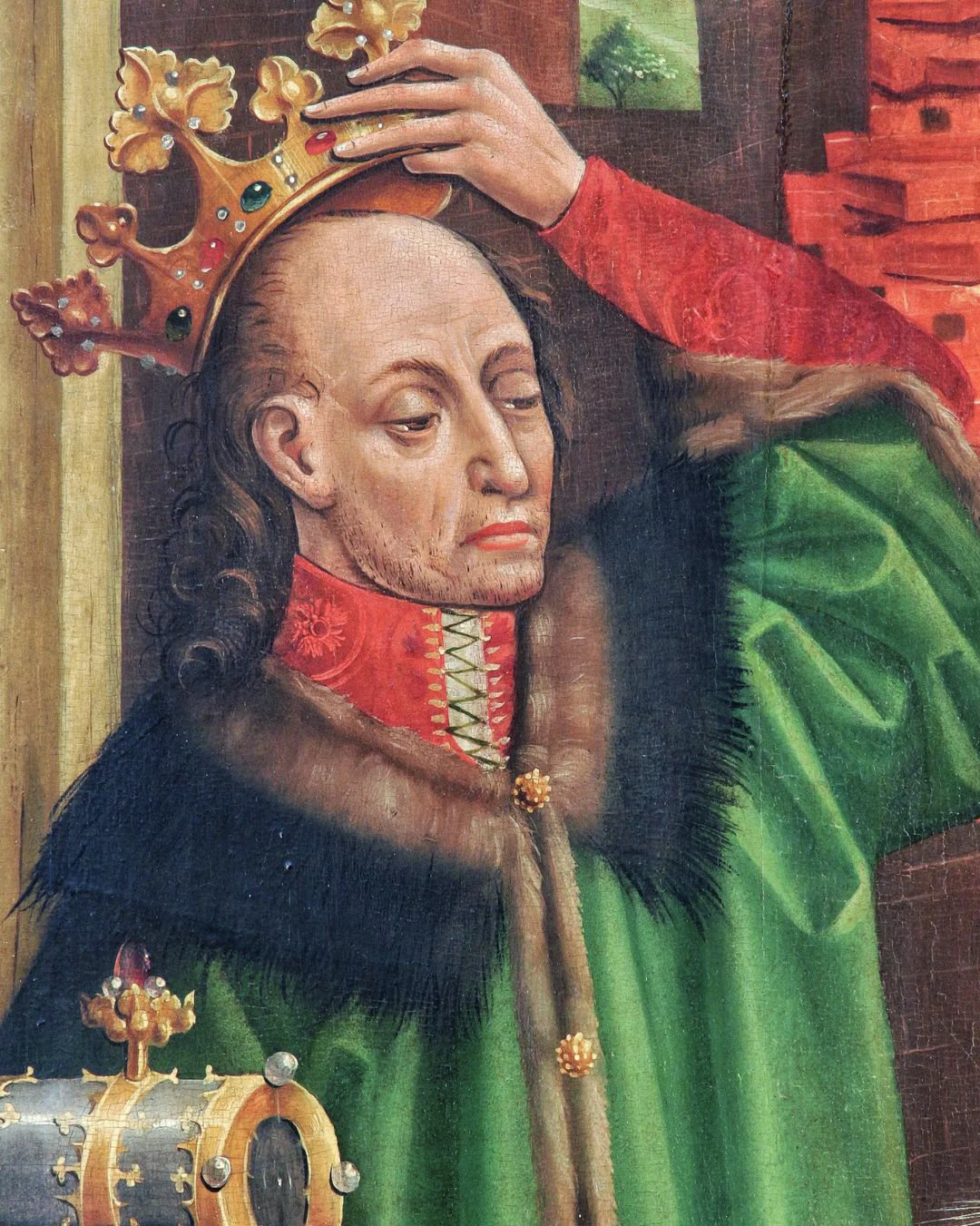
Jogaila, Großfürst von Litauen, begründete mit der Übernahme der polnischen Königswürde als Władysław II. Jagiełło die lange Verbindung Polens zu Litauen (Porträt aus dem 15. Jahrhundert).
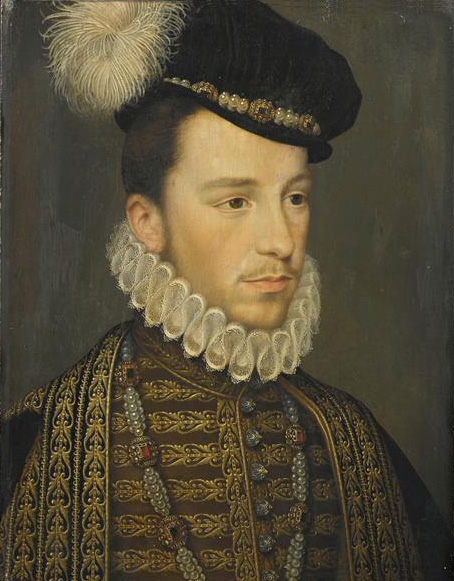
Der erste 1573 freigewählte König Polen-Litauens, der französische Prinz Heinrich von Valois. (Porträt aus dem 16. Jahrhundert).
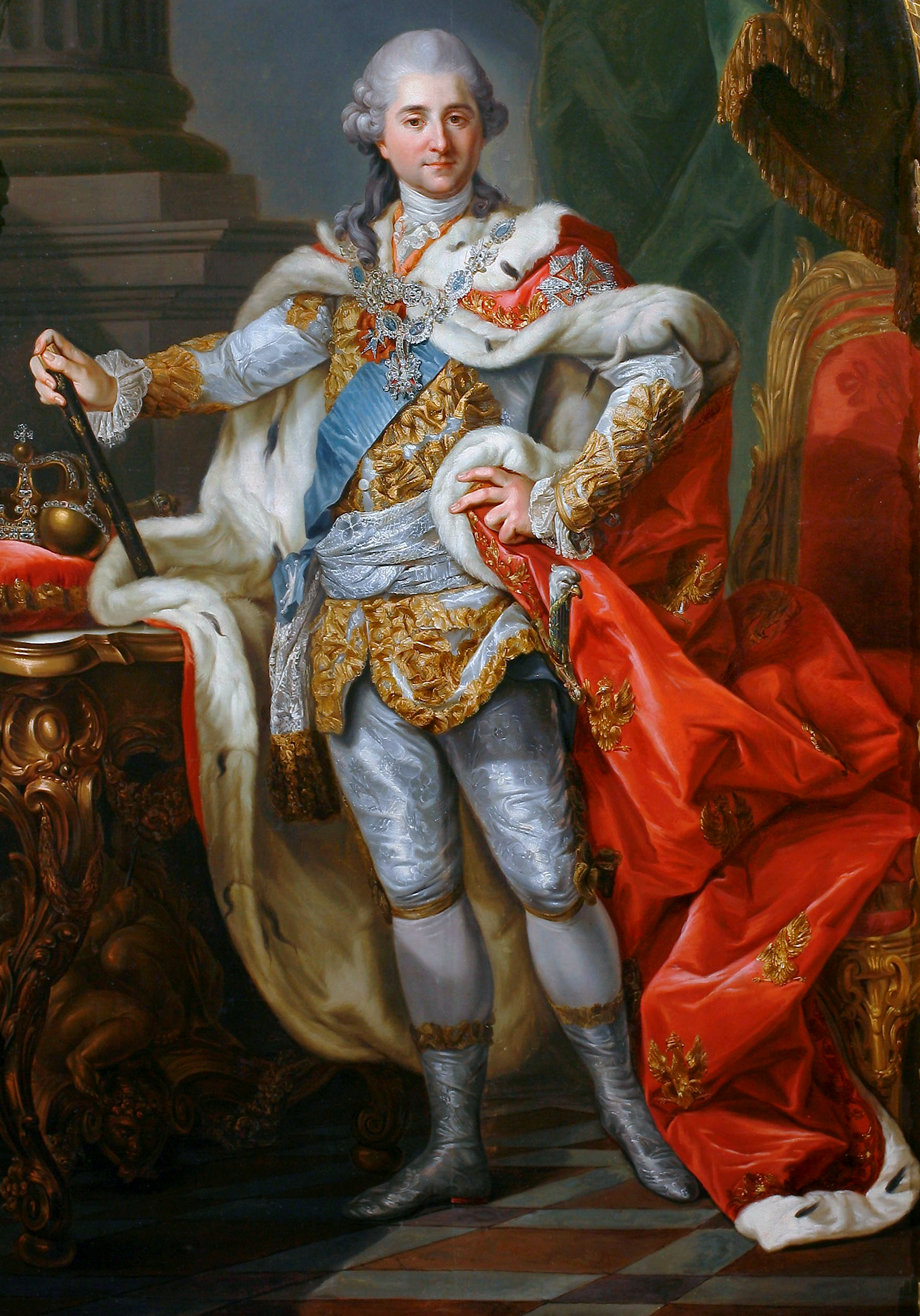
Der letzte König Polens, Stanisław August Poniatowski, dankte 1795 auf Druck der drei Teilungsmächte Preußen, Österreich und Russland ab. (Porträt aus dem 18. Jahrhundert).

## Königreich

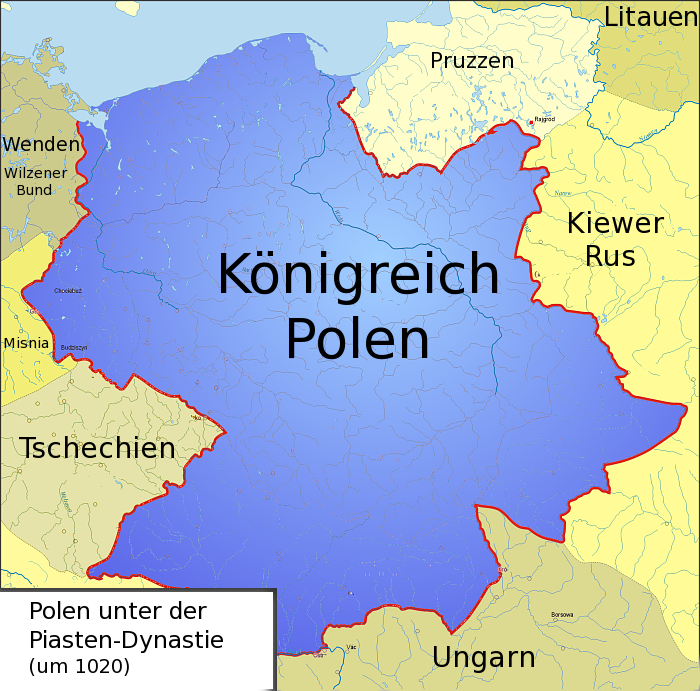
Das Königreich Polen in den Grenzen von 1020 unter den Piasten.
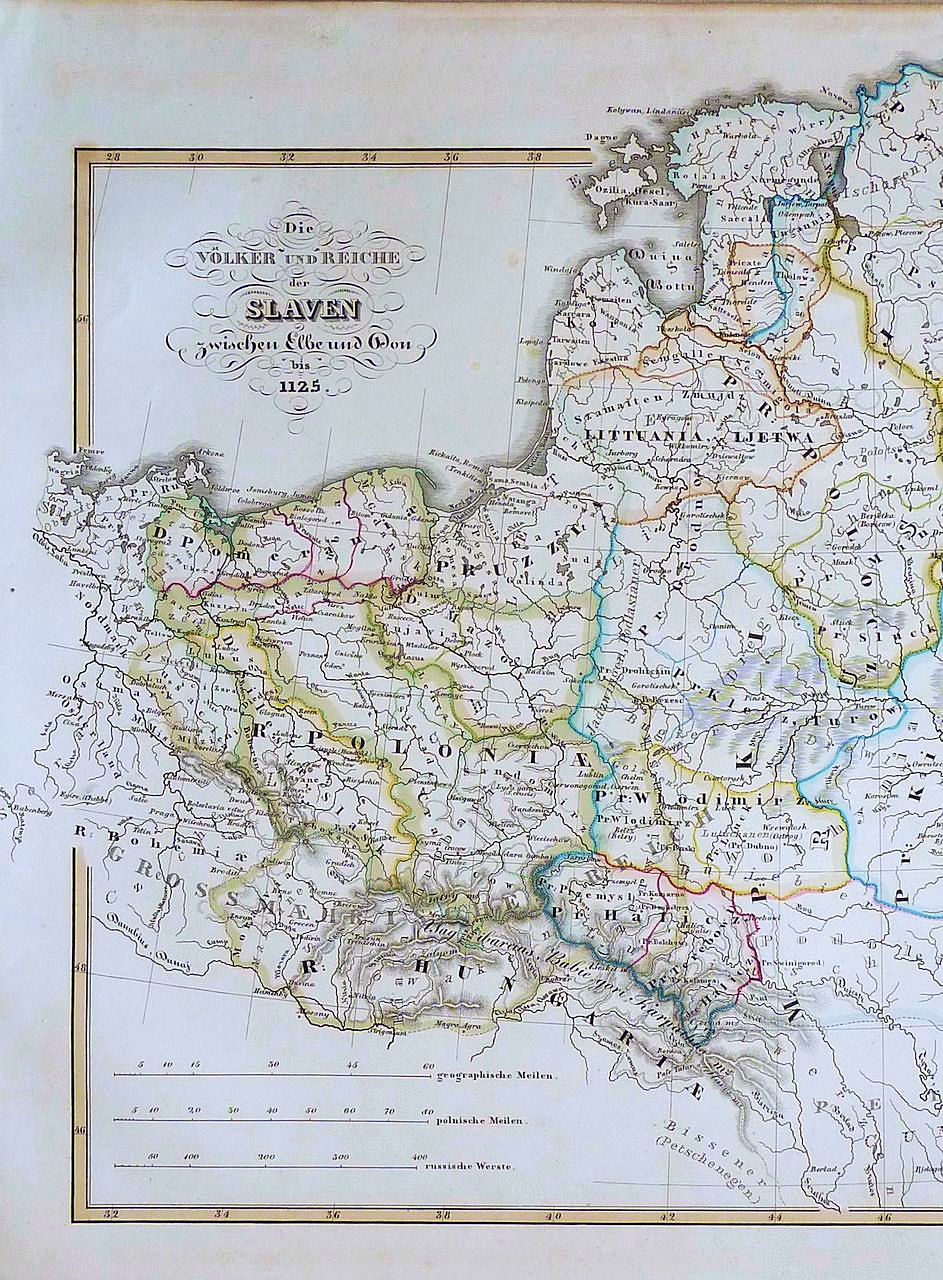
Das Königreich Polen (bezeichnet als R. Poloniae) südlich des Herzogtums Pommern (bezeichnet als D. Pomeraniæ) und südwestlich von Preußen (bezeichnet als Pruzzia) auf einer Landkarte westslawischer Völker und Reiche (gelb umrandet) bis 1125. Preußen war kein slawisches Land.
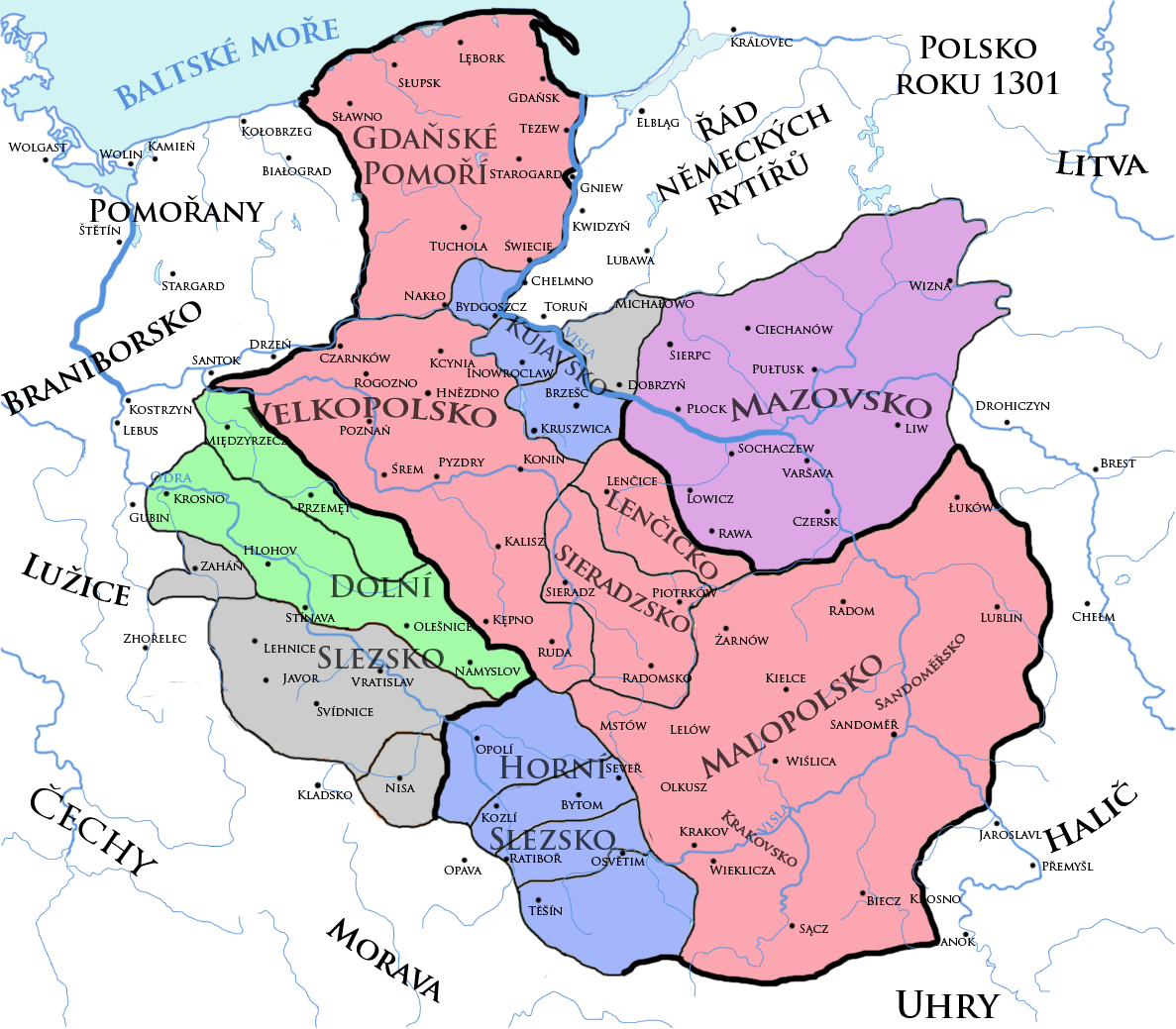
Das Königreich Polen unter König Wenzel (I.) Rot: direkte Herrschaft als Landesherr (vertreten durch „Capitanei“). Blau: Piastische Teilherrschaften, die seine Suzeränität anerkannten. Grau, Grün und Violett: Piastische Teilherrschaften, die ihn 1301 noch nicht als Suzerän und König von Polen anerkannten.
Das Königreich Polen im 15. Jahrhundert unter der Herrschaft der Jagiellonen, die auch das Großfürstentum Litauen, sowie die Königreiche Böhmen, Kroatien und Ungarn beherrschten.
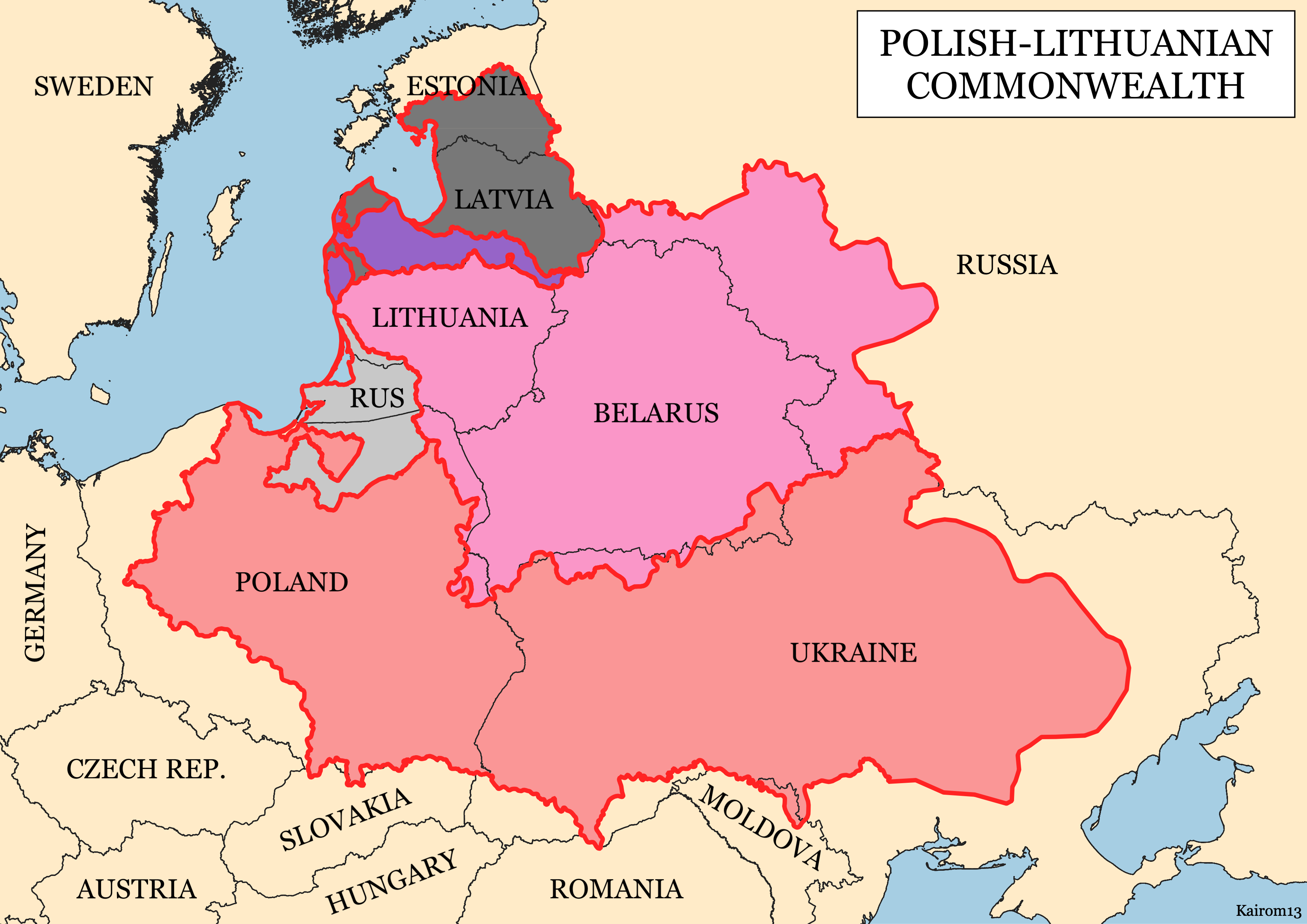
Die Aristokratische Republik Polen-Litauen um 1619, inklusive der von ihr abhängigen Gebiete: die Herzogtümer Preußen, Kurland und Livland.
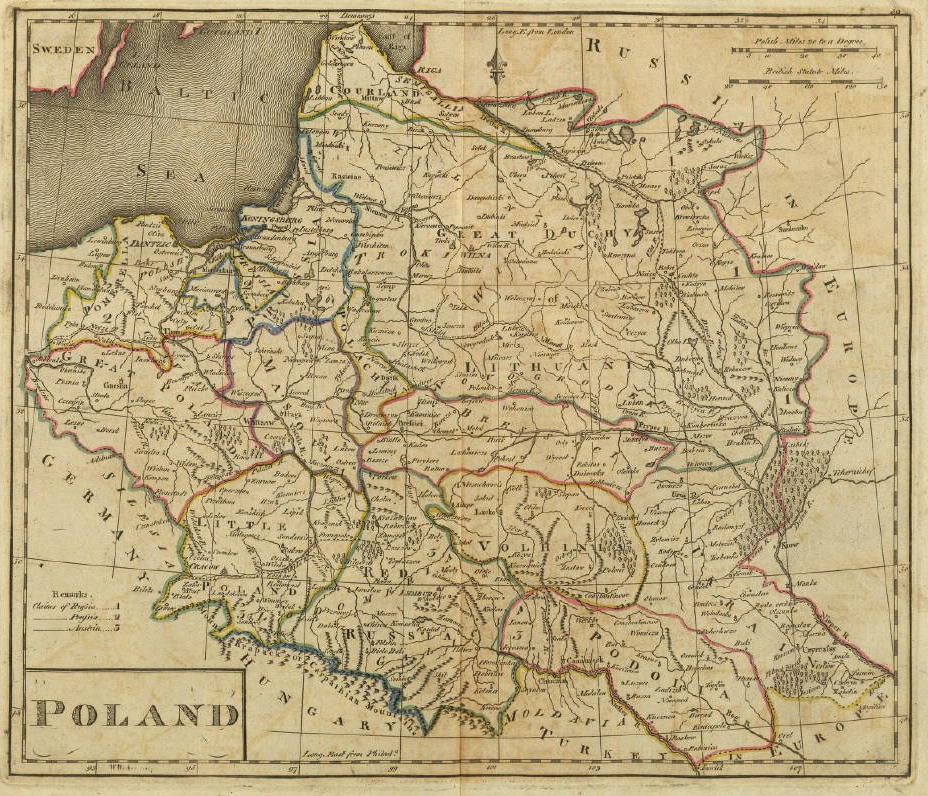
Die Aristokratische Republik Polen-Litauen im 18. Jahrhundert (englische Karte)